# Operación Anton
Operación Anton o Fall Anton en alemán fue el nombre en clave otorgado a la operación militar del Tercer Reich para ocupar todo el territorio de la Francia de Vichy, con ayuda de la Italia Fascista, en el mes de noviembre de 1942, como reacción a los desembarcos estadounidenses en África del Norte del 7 de noviembre de 1942. 
Sin tropas militares suficientes para oponer resistencia al avance germano, la única reacción francesa posible fue acuartelar a su marina de guerra en el puerto militar de Tolón y hundir las naves de la flota cuando tropas alemanas intentaron tomarlas en un golpe de mano el 27 de noviembre.

## Situación
Tras la firma del armisticio franco-alemán del 22 de junio de 1940 que puso fin a la Batalla de Francia, el régimen de Adolf Hitler aceptó que la derrotada Francia conservase bajo mando propio a su marina de guerra anclada en sus puertos del Mediterráneo, sin entregarla a las potencias del Eje. 
En comparación con el ejército terrestre y la aviación militar, la marina de guerra francesa había sufrido muy pocas pérdidas en las semanas de lucha contra los alemanes y mantenía gran parte de su poderío en naves y tripulaciones, por lo cual el Tercer Reich consideró más práctico que continuara bajo control francés en tanto la Kriegsmarine alemana no tenía como prioridad bélica al teatro de operaciones del Mediterráneo. 
Por el contrario, tanto Hitler como sus jefes militares más destacados (Manstein, Raeder, o Jodl) preferían que esa flota siguiera bajo mando francés aunque estrechamente vigilada, pues dejaría a los franceses la responsabilidad de custodiar su propio imperio colonial, y permitía a la Wehrmacht concentrar sus energías para la lucha en Europa sin distraer recursos. Además, el régimen de Vichy contaba con unas fuerzas armadas de apenas 100,000 soldados bajo su mando, sin artillería, ni tanques (el denominado "Ejército del Armisticio"), y con una aviación pequeña (no más de 600 aparatos) por lo cual sería fácil a las tropas alemanas intervenir contra las bases navales francesas en caso necesario.

## La intervención alemana
La situación se alteró de modo dramático cuando llegaron noticias a Alemania sobre la Operación Torch lanzada por británicos y estadounidenses el 8 de noviembre de 1942. En pocos días las colonias francesas de África del Norte, leales al gobierno de Vichy, cambiaron de bando por la presión estadounidense y rehusaron la autoridad de Pétain, al punto que el propio almirante François Darlan -estando en la Argelia francesa- ordenó en la mañana del 10 de noviembre que las fuerzas francesas cesaran la lucha y se unieran a los Aliados, dejando en la costa sur del Mediterréneo una amplia región con tropas hostiles al Eje. 
Al conocerse la decisión de Darlan y el cambio de bando de los franceses del Norte de África, Hitler decidió que tropas alemanas salieran del Norte de Francia para ocupar todo el territorio francés regido por Vichy incluyendo a Córcega. Para evitar conflictos con las autoridades de Vichy, Hitler convocó a una reunión en Berchtesgaden al jefe de gobierno de Vichy, el colaboracionista Pierre Laval, junto con el ministro italiano Galeazzo Ciano, para quejarse del cambio de bando de los militares franceses del Norte de África y anunciar "medidas urgentes" del Eje, pero sin avisar a sus visitantes extranjeros de la decisión de ocupar Francia, la cual sería ejecutada el 11 de noviembre.
Al terminar el 10 de noviembre, las tropas alemanas estacionadas en Francia al mando del general Johannes Blaskowitz concluyeron sus planes para la ocupación del territorio de Vichy, para lo cual contarían con ayuda de fuerzas de la Italia Fascista. A las 07.00 horas del 11 de noviembre las tropas del Eje empezaron su desplazamiento: el 7° Ejército alemán se dirigió hacia el Mediterráneo desde el centro de Francia, mientras el 1° Ejército alemán avanzaba a lo largo de los Pirineos con la misma meta; en paralelo el 4° Ejército italiano avanzaba por la Costa Azul y cruzaba los Alpes, mientras una división italiana desembarcaba en Córcega. Enterado del avance germano, el mariscal Pétain dio orden de no oponer resistencia y pronto guarniciones alemanas ocuparon todas las principales ciudades.
Al terminar el día 12 de noviembre las tropas del Eje habían logrado casi todos sus objetivos sin hallar oposición, pero sin tomar por la fuerza los buques franceses anclados en la base naval de Tolón. Las únicas reacciones efectivas en Vichy fueron mensajes radiados de Laval y de Pétain condenando la invasión como una ruptura del armisticio de 1940.

## Hundimiento de la flota francesa

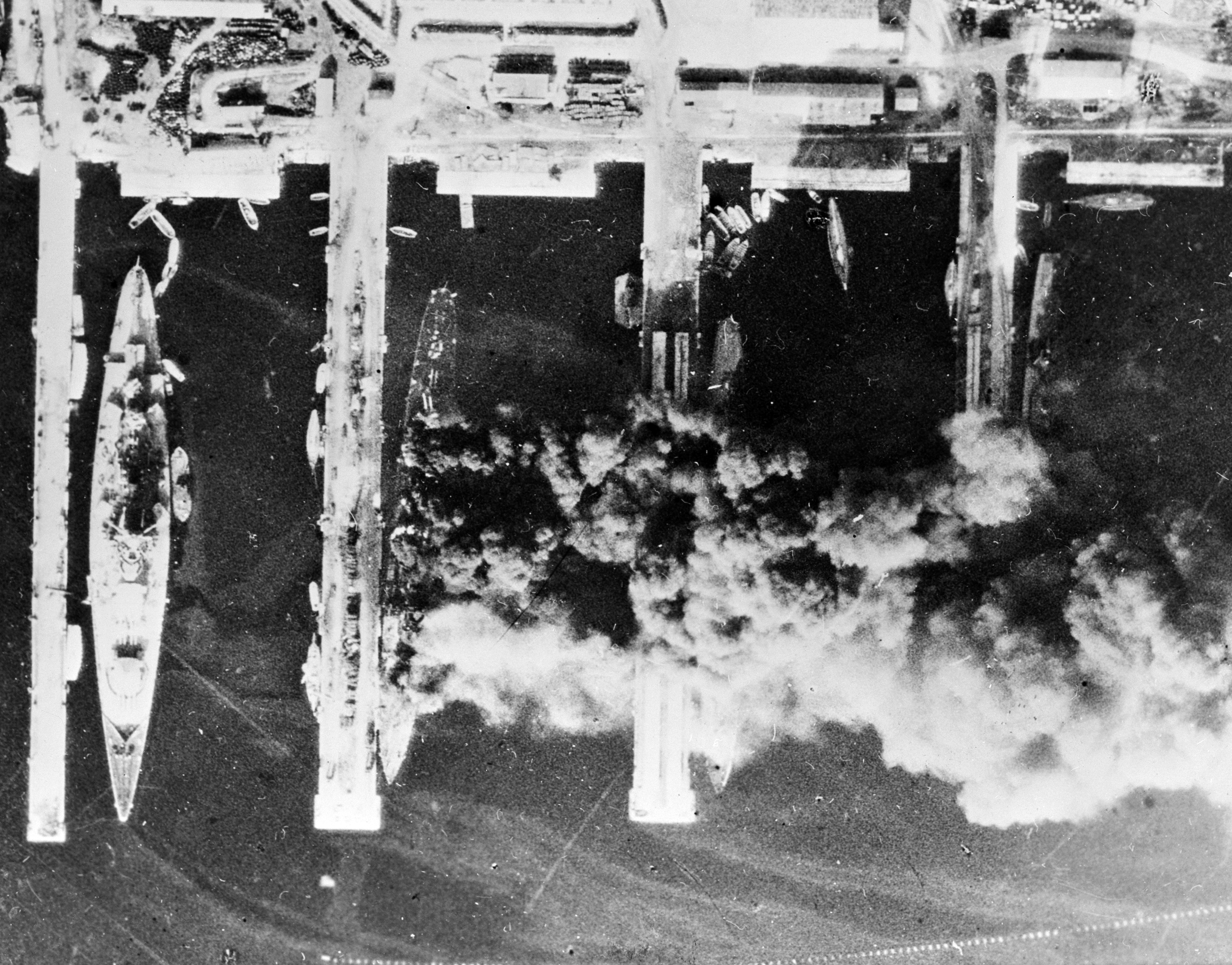
La flota francesa se "autohunde": de izquierda a derecha el Strasbourg, el Colbert incendiándose, el Algérie bajo el humo, y el Marseillaise.

Las tropas alemanas habían llegado a Tolón el 12 de noviembre y hallaron en ese puerto unos 5000 infantes navales franceses defendiendo la flota desde fortificaciones en tierra. El mando del OKW alemán aceptó que tales infantes mantengan bajo guardia la flota francesa pero resultaba evidente que su número era muy pequeño para detener un masivo ataque alemán. Desde Argelia, el almirante Darlan requirió a la flota francesa de Tolón -mandada por el almirante Jean de Laborde- hacerse a la mar y unirse a la Francia Libre, pero tal mensaje no fue atendido dada la fuerte anglofobia de Laborde y sus oficiales. 
Los jefes militares alemanes trazaron entonces un plan llamado "Operación Lila" para capturar los navíos franceses de Tolón mediante un rápido golpe de mano contra los infantes que los defendían, abordando las embarcaciones en cuestión de horas, pero los mandos navales franceses lograron dilatar los proyectos alemanes mediante negociaciones por varios días, dando así tiempo para que sus oficiales ejecutaran planes de sabotaje para hundir la flota con explosivos. De hecho, el mando naval francés había dado instrucciones secretas desde 1940 para sabotear la flota en caso extremo que no pudiera ser defendida contra una incursión extranjera, pero tanto Darlan como sus sucesores no hacían distinciones entre británicos o alemanes al hablar de "incursión extranjera".
El 27 de noviembre, poco antes del amanecer, las tropas alemanas ejecutaron la "Operación Lila" pero tras desarmar a los infantes navales de Tolón, no tuvieron tiempo para evitar que se activaran explosivos en los navíos franceses del puerto, ni pudieron abordarlos para evitar el "autohundimiento" a pesar de la oportuna captura de oficiales navales franceses. De hecho, las tropas alemanas apenas pudieron observar desde los muelles cómo la flota se hundía por las explosiones del sabotaje a lo largo de esa mañana, sin poder abordar las naves a tiempo. En total el plan de sabotaje francés causó la destrucción, o inutilización, de tres acorazados, siete cruceros, 28 destructores, y 20 submarinos. 

## Consecuencias
La ocupación total de la Francia de Vichy terminó con la reducida autonomía de éste régimen títere, aunque siguió existiendo formalmente el gobierno de Laval para fines de administración interna, por cuanto una administración completamente alemana de Francia resultaba muy difícil y poco práctica. La seguridad interna de Francia quedó en manos de la Gestapo, como en cualquier país ocupado, los decretos de Vichy debieron pasar previamente por la aprobación de las autoridades alemanas, y se instalaron Kommandaturen alemanas en todos los departamentos de Francia, siendo que el "Ejército del Armisticio" fue disuelto el 27 de noviembre por orden alemana, mientras las instalaciones militares existentes en suelo francés fueron ocupadas por la Wehrmacht. 
La noticia de los sucesos de Tolón satisfizo a Hitler al considerar que ello resultaba un éxito al impedir que la flota cayera en manos de la Francia Libre o de los británicos pero decepcionó a los mandos de la Kriegsmarine que esperaban servirse de esta flota mediterránea y ahorrarse el riesgoso envío de buques por el Estrecho de Gibraltar, cuyas dos orillas estaban ahora bajo control enemigo. La reacción en la Italia Fascista ante los hechos fue de amplia satisfacción al considerar Mussolini y Ciano que con el "autohundimiento" de la flota de Tolón, el régimen de Vichy perdía su último elemento de presión ante el Tercer Reich y se eliminaba un competidor naval para Italia.
Los jefes navales franceses Jean de Laborde y André Marquis, que ordenaron el hundimiento, no fueron arrestados por el régimen de Vichy en tanto las órdenes de Darlan y Pétain eran evitar la entrega de la flota, sin especificar qué potencia intentaría tomarla. Tras el fin de la guerra en 1945, el gobierno de Charles de Gaulle castigaría por "deslealtad" a estos jefes navales por cuanto el sabotaje impidió que la marina francesa ayudara al esfuerzo militar aliado y de la Francia Libre.